# Publius Cornelius Cethegus (Konsul 181 v. Chr.)
Publius Cornelius Cethegus war ein römischer Politiker und Mitglied des Zweiges der Cetheger der gens der Cornelier.
Er war im Jahr 187 v. Chr. kurulischer Ädil und zwei Jahre später Prätor. Höhepunkt in der Karriere des Cethegus war das Konsulat an der Seite seines Amtskollegen Marcus Baebius Tamphilus im Jahr 181 v. Chr. Zusammen erließen sie das erste Gesetz gegen Amtserschleichung (ambitus) in der römischen Geschichte. Im Jahr nach seinem Konsulat war Cethegus als Prokonsul in Ligurien und Samnium. 173 v. Chr. gehörte er einer Kommission zur Verteilung eroberten Landes an (Decemvir agris dandis assignandis).